# Aliabad-e Sistaniha
Aliabad-e Sistaniha (pers. علي آبادسيستانيها) – wieś w południowym Iranie, w Golestanie. W 2006 roku miejscowość liczyła 389 mieszkańców w 91 rodzinach.